# Chałupczyn
Chałupczyn (niem. Hufen) – przysiółek wsi Lubrza w Polsce, położony w województwie lubuskim, w powiecie świebodzińskim, w gminie Lubrza.
W latach 1975–1998 przysiółek należał administracyjnie do województwa zielonogórskiego.
Chałupczyn rozwinął się w XIX wieku przy kopalni węgla brunatnego, zlokalizowanej w jej bliskim sąsiedztwie. Po II wojnie światowej, ocalały dwa domy, które są zamieszkane do dziś i ze względu na stosunkowo dużą odległość od Lubrzy, tworzą przysiółek.